# Mieczysław Wojczak
Mieczysław Jan Wojczak (* 23. Januar 1951 in Chorzów) ist ein ehemaliger polnischer Handballspieler und Handballtrainer.

## Karriere
Mieczysław Wojczak absolvierte 1969 die Mechanikfachschule in Chorzów und erlangte 1980 einen Master-Abschluss an der Universität für Leibeserziehung in Katowice. Der 1,88 m große Torwart spielte von 1966 bis 1969 für MKS Chorzów, anschließend für AZS Katowice und ab 1972 für Pogoń Zabrze. 
Mit der polnischen Nationalmannschaft gewann Wojczak bei den Olympischen Spielen 1976 die Bronzemedaille. Als dritter Torwart hinter Andrzej Szymczak und Henryk Rozmiarek kam er zu zwei Einsätzen. Bei der Weltmeisterschaft 1978 belegte er mit Polen den sechsten Rang. Beim World Cup 1979 erreichte das Team den zweiten Platz. Bei den Olympischen Spielen 1980 kam er erneut als dritter Torwart hinter Rozmiarek und Andrzej Kącki auf einen Einsatz gegen Kuba und belegte den siebten Platz. Insgesamt bestritt er 149 oder 188 Länderspiele.
Nachdem er in der Saison 1980/81 ohne Verein geblieben war, wechselte er 1981 nach Belgien zum Initia HC Hasselt, bei dem er ab 1983 als Spielertrainer arbeitete. Dort gewann er 1984 die belgische Meisterschaft und den Pokal, 1985 und 1986 erneut die Meisterschaft. Es waren die ersten Titel in der Vereinsgeschichte des Klubs. 1984 wurde er zu Belgiens Handballer des Jahres gewählt. Ab 1986 übernahm er Sporting Nerpeelt in gleicher Funktion. 1987, 1988 und 1989 gelang ihm das nationale Double. Von 1989 bis 1991 trainierte Wojczak die Belgische Männer-Handballnationalmannschaft. Anschließend wurde er Trainer des HC Kiewit in Belgien, von Bevo HC in den Niederlanden und von Kreasa HB Houthalen in Belgien.